# Gmunden
Gmunden ist eine Stadt im oberösterreichischen Salzkammergut, am Nordufer des Traunsees.
Sie hat 13.231 Einwohner (Stand 1. Jänner 2025) und ist Sitz der Bezirkshauptmannschaft des Bezirks Gmunden. Als Zentrum des Gerichtsbezirks Gmunden beherbergt sie das Bezirksgericht. Die Stadt ist unter anderem bekannt als Herkunftsort der Gmundner Keramik, als renommierte Sommerfrische in der Zeit der k. u. k. Monarchie sowie als Schauplatz der in den 1990er Jahren produzierten Fernsehserie Schlosshotel Orth.
Das ursprüngliche Zentrum der Stadt war der Marktplatz. Als dieser in der Blütezeit des Salzhandels an Bedeutung verlor, entwickelte sich der Rathausplatz zum Stadtzentrum.

## Geografie

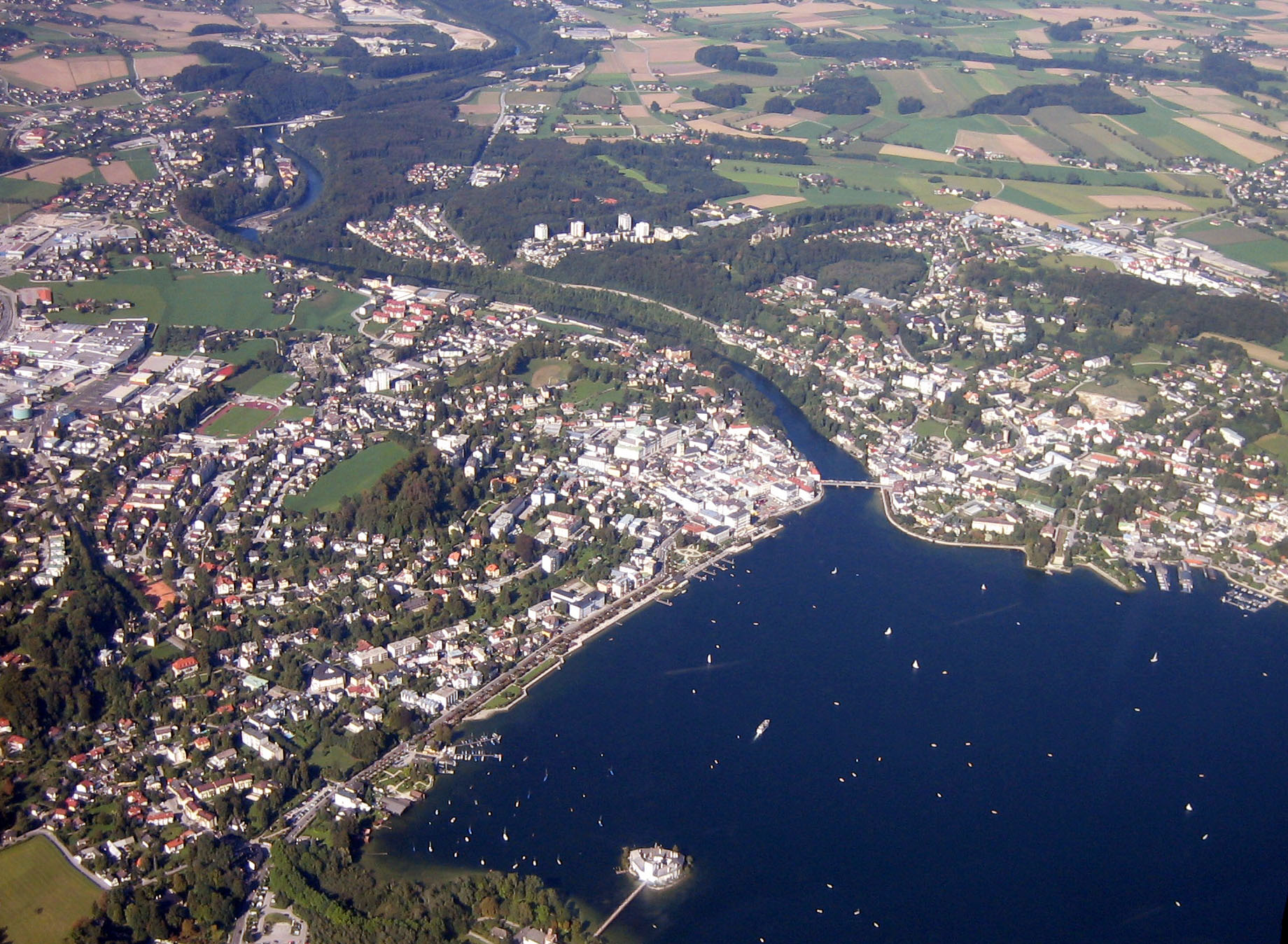
Luftbild von SW, Gmunden mit Seeschloss Ort (2006)

Gmunden liegt auf 425 m Seehöhe im Traunviertel. Die Ausdehnung beträgt von Nord nach Süd 9,4 km und von West nach Ost 13,5 km, die Gesamtfläche 63,49 km². Das Gemeindegebiet umfasst ein Areal entlang des Nordufers sowie weite Bereiche am Ostufer des Traunsees.

### Stadtgliederung
Die Stadtgemeinde besteht aus den Katastralgemeinden:
- Gmunden
- Gmunden-Ort mit den Ortschaften Eck, Ort und Traunleiten
- Schlagen mit Tastelberg
- Traundorf
- Traunstein

Stadtteile von Gmunden sind Schlagen, Tastelberg, Traundorf, Traunleiten und Weyer. Ortsteile sind Karbach, Klamm und Traunstein sowie zahlreiche Einzellagen, zu denen einzelne Gasthäuser, Hütten oder Hotels gehören.
Durch die Lage im Alpenvorland ist das Gemeindegebiet Gmundens von etlichen Bergen umgeben. Die höchste Erhebung ist mit 1691 m der Traunstein. Er gilt als Hausberg der Gmundner und ist ein beliebter Wander- und Kletterberg. Darüber hinaus ist er der Garant für genügend Trinkwasser.
Der Grünberg ist ebenfalls ein beliebtes Ausflugsziel. Er ist über markierte Wanderwege zu Fuß und seit Sommer 2014 wieder über die Grünbergseilbahn erreichbar.

### Nachbargemeinden
| Pinsdorf     | Ohlsdorf                                    | Gschwandt, St. Konrad |
| Altmünster   | Kompassrose, die auf Nachbargemeinden zeigt | Scharnstein           |
| Traunkirchen | Ebensee                                     | Grünau im Almtal      |

### Traunsee
Der Traunsee nimmt einen wesentlichen Teil des Gemeindegebietes ein. Vor dem Jahr 1900 verursachte der See immer wieder Hochwasser. Mehrere Male war der gesamte Rathausplatz überschwemmt. Die Wassermarken mit den jeweiligen Jahreszahlen sind an manchen Hauswänden und an Schloss Ort zu sehen. Bei Ebensee fließt die Traun in den Traunsee, bei Gmunden verlässt sie den See wieder. Die östlich gelegene Katastralgemeinde Traundorf ist durch den Fluss vom Stadtzentrum getrennt.
Das Wasserwerk der Stadt Gmunden gewinnt sein Trinkwasser aus zwei großen Wasserwerken: von Traunstein West und von Auwald. Um den steigenden Bedarf an qualitativ hochwertigem Trinkwasser bewältigen zu können, haben sich elf Gemeinden der Bezirke Gmunden und Kirchdorf zu einem Wasserverband zusammengeschlossen.

### Geologie
Die Ablagerungen im Gebiet Gmunden gehören zu den ältesten des rhenodanubischen Flysches. Im Gebiet des Gschliefgrabens, der Grenze zwischen Grünberg und Traunstein, tritt das Deckensystem des Helvetikum hervor, wo seit 1984 systematisch nach Fossilien gesucht wird. Hier wurde die Ammoniten-Art Hoplitoplacenticeras preyi entdeckt. Insgesamt wurden 35 Arten von Ammoniten nachgewiesen.
Südlich des Gschliefgrabens schließt sich die Langbathscholle an, die aus Hauptdolomit besteht. Besonders in der Kaltenbachwildnis treten die bizarren Verwitterungsformen dieses Gesteins eindrucksvoll zu Tage. Unmittelbar südlich des Zierler Berges beginnt der Traunstein, der als Teil der Höllengebirgsdecke aus Wettersteinkalk besteht.
Im Gschliefgraben kommt es immer wieder zu Rutschungen. Eine konkrete Lösung für dieses Problem wurde noch nicht gefunden. Im Dezember 2007 mussten die Bewohner der Gebäude in der Traunsteinstraße Nr. 239 bis 303 wegen der Gefahr eines Hangrutsches aus dem Gschliefgraben evakuiert werden.

### Natur
Teile des Gemeindegebietes stehen seit 1963 unter Naturschutz. Es umfasst etwa 145 Hektar und befindet sich im Besitz der Österreichischen Bundesforste. Das Gebiet erstreckt sich vom Gschliefgraben im Norden über die Hohe Scharte im Osten bis zum Lainautal im Süden. Im Westen ist das Gebiet durch den Traunsee begrenzt. Dieser Übergangsbereich von Kalkalpen und Alpenvorland weist eine große Vielfalt an Biotopen auf, die primär durch die beträchtlichen Höhenunterschiede (tiefster Punkt: Traunsee mit 423 m, höchster Punkt: Gipfel des Traunstein mit 1691 m) zu erklären ist. So finden sich hier Fichten-Tannen-Buchenwälder, Krummholzgürtel, alpine Rasen sowie Schuttgesellschaften. Im Bereich des Laudachsees besteht ein Latschenhochmoor sowie ein Verlandungsmoor mit einem stattlichen Vorkommen an Feuer- und Alpensalamandern.

### Raumordnung

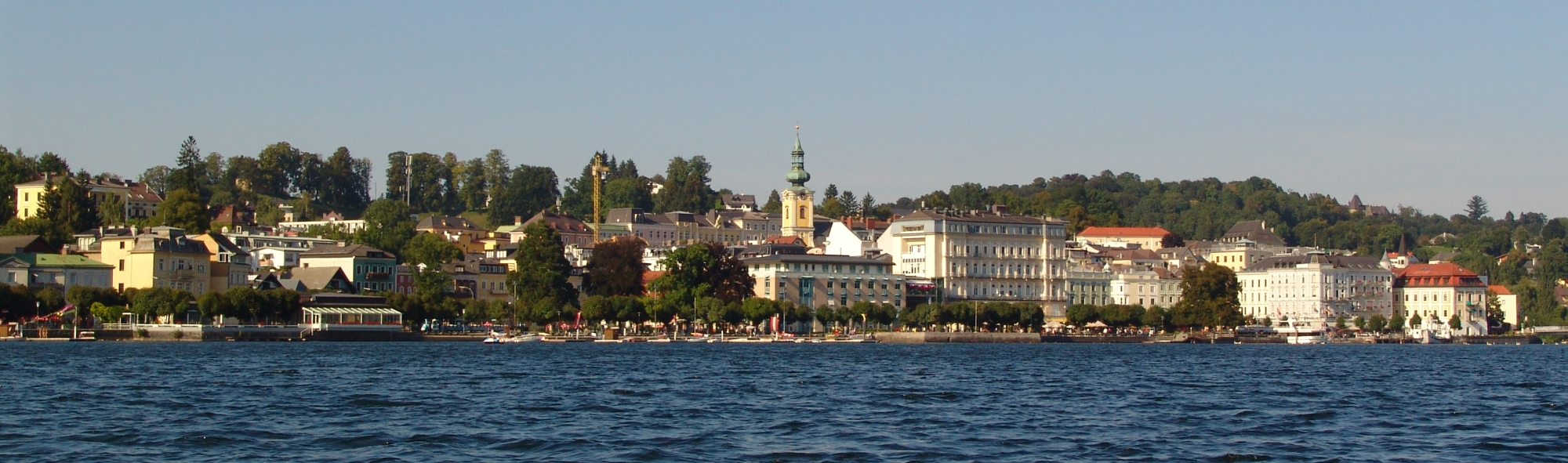
Panorama von Gmunden vom Traunsee aus

Wegen der gebirgigen Umgebung steht nur wenig Fläche als Baugrund zur Verfügung.

Der Großteil davon wird für Wohngebiete genutzt, deren Gesamtfläche 220,9 ha beträgt. 11,6 ha sind Dorfgebiet, 26,4 ha Kerngebiet, 56,5 ha gemischtes Baugebiet und 21,1 ha Sonderbaugebiet. Für industrielle und gewerbliche Bauten stehen insgesamt 68,8 ha zur Verfügung.

### Klima
|                        | Jan  | Feb  | Mär  | Apr  | Mai  | Jun  | Jul  | Aug  | Sep  | Okt  | Nov  | Dez  |   |      |
| Mittl. Temperatur (°C) | −0,3 | 0,6  | 4,5  | 9,1  | 14,2 | 17,2 | 19,4 | 18,8 | 14,3 | 9,4  | 4,0  | 0,7  | ⌀ | 9,4  |
| Mittl. Tagesmax. (°C)  | 3,0  | 4,7  | 9,5  | 15,1 | 20,3 | 22,8 | 25,4 | 24,7 | 19,7 | 14,2 | 7,3  | 3,6  | ⌀ | 14,2 |
| Mittl. Tagesmin. (°C)  | −2,9 | −2,2 | 1,0  | 4,6  | 9,2  | 12,4 | 14,6 | 14,3 | 10,8 | 6,3  | 1,5  | −1,7 | ⌀ | 5,7  |
|                        |      |      |      |      |      |      |      |      |      |      |      |      |   |      |
| Niederschlag (mm)      | 74   | 67   | 102  | 82   | 112  | 146  | 140  | 147  | 108  | 74   | 79   | 83   | Σ | 1214 |
|                        |      |      |      |      |      |      |      |      |      |      |      |      |   |      |
| Luftfeuchtigkeit (%)   | 78,4 | 71,4 | 65,0 | 59,4 | 58,0 | 60,8 | 58,8 | 60,1 | 65,4 | 71,3 | 79,1 | 81,7 | ⌀ | 67,4 |

| −2,9 |

| −2,2 |

| 1,0 |

| 4,6 |

| 9,2 |

| 12,4 |

| 14,6 |

| 14,3 |

| 10,8 |

| 6,3 |

| 1,5 |

| −1,7 |

| −2,9 |

| −2,2 |

| 1,0 |

| 4,6 |

| 9,2 |

| 12,4 |

| 14,6 |

| 14,3 |

| 10,8 |

| 6,3 |

| 1,5 |

| −1,7 |

## Geschichte

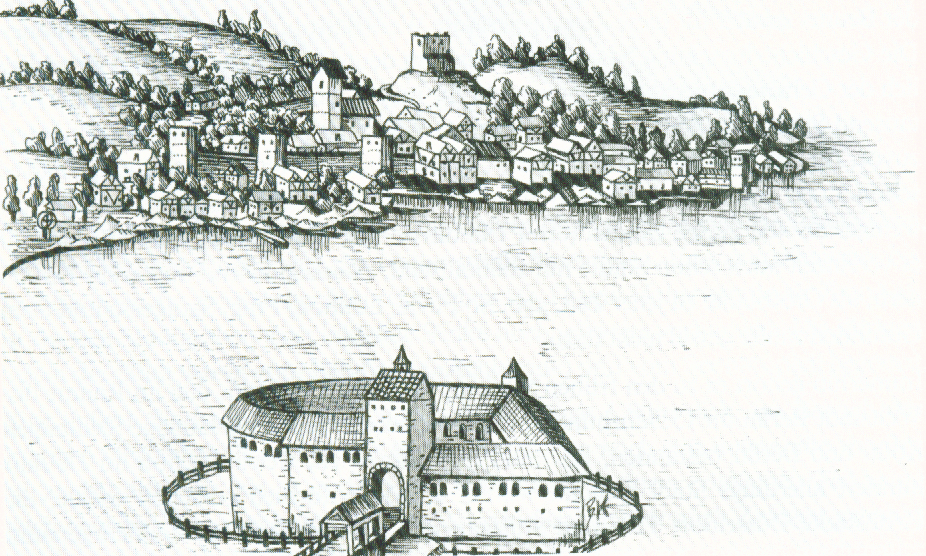
Das Seeschloss Ort und die Stadt Gmunden – bereits mit Befestigung

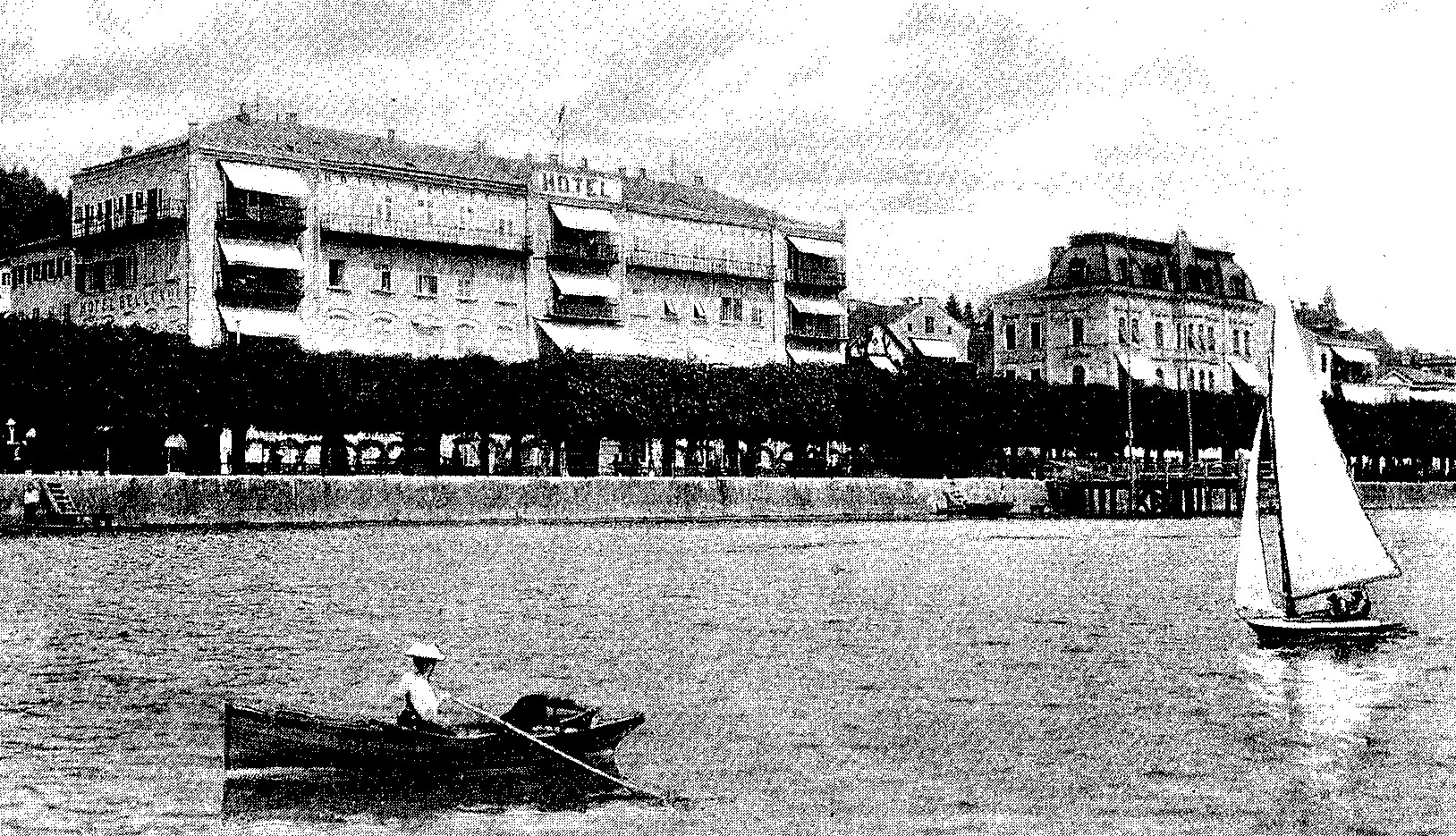
Die Kur- und Badeanstalt in Gmunden

Wenig ist über die Besiedlung Gmundens im Altertum bekannt. Römerzeitliche Städter aus Salzburg oder Wels unterhielten am Traunsee Villen und Gutshofkomplexe in schönsichtiger Lage, um sich dort während der Sommermonate aufzuhalten. Neben der frühen Entdeckung der Gmundner Landschaft als Ort der Sommerfrische, bildete schon damals der Salzabbau und -handel die wirtschaftlichen Haupttätigkeit, die frühesten Belege stammen aus dem 5. Jahrhundert. Die ersten Siedler waren Fischer. Die Siedlung erhielt ihren Namen von der Mündung der Traun in den Traunsee und wurde anfangs etwa (ze) gemunten (‚bei den Mündungen‘) genannt. Der Plural wurde verwendet, weil die Traun noch nicht reguliert war und in mehreren Armen in den See mündete.
Gmunden hatte schon im Jahr 1217 ein Landesgericht (heute Bezirksgericht). Im Mittelalter war es wie die meisten Städte Europas schwer befestigt. Um 1278 wurde Gmunden zu einer landesfürstlichen Stadt erhoben, aber erst um 1300 erhielt es eine eigene Kirche. Es hatte sich in dieser Zeit zum bekannten Mittelpunkt des Kammerguts entwickelt, was vor allem dem Salzabbau zu danken war. Von den drei stärksten Abbaugebieten Hallstatt, Lauffen und Ischl wurden die Fuder traunabwärts nach Gmunden gebracht, wo an der Lände des Rathausplatzes „bei ruhigem Wetter zehn, bei stürmischem Seegang acht Salzschiffe nebeneinander Platz fanden“. Viele im 14. Jahrhundert erteilte Privilegien, darunter die Burgleh(e)n, Junkherrenrechte und Monopolverträge, ließen sich ausschließlich auf den Salzhandel zurückführen.
Mit Beginn des klösterlich-fürstlichen Bergbaues im Hochmittelalter, unter Einsatz spätmittelalterlichen Bürgerfleißes und frühkapitalistischer Wirtschaftspolitik der Landesfürsten (ab 1510/20) wurde die Salz- und andere Bergbautätigkeit intensiviert. Die Salzproduktion und -vermarktung (von Gmunden bis zum Ausseer Land) gab der dazwischen liegenden Region den Namen Salzkammergut. Es ist nur natürlich, dass der Salzamtmann gemeinsam mit dem Stadtrichter wirtschaftliches und politisches Oberhaupt von Gmunden war.
Die Lebensgrundlage der Stadt blieb auch in der frühen Neuzeit der Salzhandel, die bis ins 17. Jahrhundert von schweren Bedrängnissen verschont blieb. Die wirtschaftliche Situation Gmundens verschlechterte sich erst im Zuge des protestantisch inspirierten oberösterreichischen Bauernkrieges, der Salzhandel konnte kaum aufrechterhalten werden und Plünderungen standen an der Tagesordnung. Am 28. Mai 1626 besetzte eine Bauernschar Gmunden kampflos, die aufständischen Bauern zogen vier Monate später wieder aus der Stadt. Bayerische Musketiere rückten in Gmunden ein. Es gab in vielen Regionen Kämpfe und kriegerische Auseinandersetzungen, viele Städte und Dörfer wurden zerstört. Am 24. Oktober plünderten Bauern Ort, um den Mayrhof samt Pfleghaus und Nebengebäuden vom Seeschloss aus zu beschießen, zu plündern und in Brand zu setzen. Sowohl die Region um Gmunden als auch die meisten Städte Oberösterreichs erlitten während der Bauernkriege große wirtschaftliche und menschliche Verluste.
Ab dem 16. und während des 17. Jahrhunderts wuchs die wirtschaftliche Bedeutung von Gmunden als Lieferant von Kriegsschiffen. 1535 orderte der damalige König Ferdinand I den Bau von 28 Nassaren (Kriegsschiffen), die unterhalb von Lambach deponiert werden sollten. Ab der Mitte des 17. Jahrhunderts wurden die Aufträge regelmäßiger und größer: 1653 benötigte man 40–50 Zillen zu Verteidigungszwecken, 1661 brauchte man 80 Zillen „zur Schlagung dreier Schiffsbrucken in Ungarn“, 1662 mindestens 45 „Sechserinnen zur Errichtung von Schiffsbrucken“, 1663 lautete ein Befehl Kaiser Leopolds I. auf Auslieferung von 100 Schiffen, ein Jahr später sollten es 300 Stück „Sechser- und Siebnerzillen“ sein. Richtig dringlich wurden die Bestellungen 1682/1683, als sich die Türken Wien näherten: das Gmundner Salzamt wurde verständigt, dass „bei nunmehr augenscheinlich herannahender Türkengefahr sowohl zur Schlagung unterschiedlicher Schöfbrucken, als auch unumgänglicher Abführung des Proviant, der Munition und der Soldaten, soviel als möglich Salzzillen nöthig“ wären. Im Zug der zweiten Wiener Türkenbelagerung mussten die Reichsstände, zu denen freie Städte und Reichsstädte wie Gmunden gehörten, dem Kaiser zudem eine Steuer abführen, die sogenannte Reichstürkenhilfe, die hauptsächlich der Kriegsfinanzierung diente. Und auch jeder Bürger musste einen Reichstaler Handgeld beisteuern.
Solange der österreichische Erbfolgekrieg währte, war Gmunden wie die meisten Städte Oberösterreichs von militärischen Truppen – zunächst bayerischen, später französischen und schließlich von Soldaten der eigenen Regimenter – besetzt. Die Einheimischen litten unter den hohen Quartierlasten, die hauptsächlich die Bereitstellung von Unterkünften und die Verpflegungskosten betrafen. Hinzu kamen schlechte Ernten in Folge von Unwettern, wodurch die Bewohner der Region noch jahrelang unter starker Armut litten.
Nach überstandenen Mühen und Lasten, die Kriege und Besetzungen allgemein mit sich bringen, wurden Gmunden und der Traunsee von Städtern bald als idealer Aufenthaltsort zur Entspannung entdeckt. Das scheint in Friedensjahren schon im 16./17. Jahrhundert der Fall gewesen zu sein, weshalb es – aus nicht ganz erklärlichen Gründen – bald Erlässe gab, die Region von „Fremden jeglicher Herkunft abzuschirmen“. 1654 hieß es, dass keiner „Person erlaubt sein soll, sich im Cammergutt niederzulassen“ und 1700 erging sogar eine Hofanweisung, der zufolge die Gegend „von Ueberfüllung freizuhalten“ sei. Unter Kaiser Josef II. kam es zur Auflösung der 250 Jahre lang geltenden Kammergutsverfassung, in deren Folge Gmunden als Salzwirtschaftszentrum demontiert wurde. Allerdings wurden zumindest die Zuwanderungs- und Aufenthaltsverbote aufgehoben.
Anfang des 19. Jahrhunderts zeichnete sich das Ende der Blüte des Salzhandels ab, weshalb es wichtig war, neue Einnahmequellen zu finden. Die Entwicklung Gmundens zur Kurstadt und die daraus hervorgehende legendäre Konkurrenz mit Bad Ischl begann. 1862 wurde Gmunden zur Kurstadt ernannt.
Im September 1914 übernahm Gmunden die Aufgabe einer Lazarettstadt. 190 verwundete Soldaten kamen an und wurden in die dafür eingerichteten Spitäler gebracht. In den folgenden Monaten trafen hunderte Verwundete ein. Im Jahr 1916 kam es zu einer rapiden Verschlechterung der Versorgung der Bevölkerung, die vorerst nicht verbessert werden konnte.
Nach dem Krieg führte die Verelendung breiter Bevölkerungsschichten zu einem Anstieg an Tuberkulosefällen. Der Gmundner Arzt und Kunstmäzen Emil Kugler eröffnete zur Bekämpfung der Krankheit zunächst im Jahr 1920 die Kindersonnenheilstätte am Offensee und 1935 die ganzjährige Heilstätte auf dem Gmundnerberg. Aufgrund des guten Rufs der Heilstätten stieg die Zahl der Patienten kontinuierlich und so kam es zu regelmäßigen baulichen Erweiterungen.
Mit 1. Jänner 1939 mussten Teile von Eck und Ort sowie Traunleithen und Theresienthal von der Gemeinde Altmünster an Gmunden abgetreten werden. Dadurch war auch der Bahnhof in das Gemeindegebiet von Gmunden eingegliedert. Bis in die 1950er-Jahre versuchte die Gemeinde Altmünster die abgetretenen Gebiete zurückzubekommen.
1942 musste Gmunden hunderte Flüchtlinge aufnehmen. Ein Jahr vor Kriegsende wurde Gmunden zur Flüchtlingsstadt. Die Bevölkerung wuchs auf 30.000 Menschen an, eine Menschenmenge, die die Gemeinde nicht bewältigen konnte. Obwohl die Stadt von Bombenangriffen verschont blieb, war die Wirtschaft gegen Ende des Krieges völlig am Boden. Im Zweiten Weltkrieg wurde Gmunden ebenfalls als Lazarettstadt genutzt. Von den über 600 zum Kriegsdienst eingezogenen Gmundnern überlebten nicht einmal 13 Prozent den Krieg. Während der Besatzungszeit errichteten die US-Truppen ein Spionagezentrum. Dabei wurden auch viele ehemalige SS-Leute angeheuert, da man Kenntnisse über die sowjetischen Verhältnisse vermutete. Vom amerikanischen Wiederaufbauprogramm profitierte auch die Stadt Gmunden.
Im Jahr 2008 fand die dezentrale Landesausstellung unter dem Titel „Das Salzkammergut“ statt. Die Leit- und Überblicksausstellung war im Schloss Ort in Gmunden. Neben Gmunden beteiligten sich elf weitere Gemeinden des Salzkammerguts. Für diesen Zweck wurde das Kammerhofmuseum aus- bzw. umgebaut.
Wegen zu geringer Schülerzahl wurden die zuvor eigenständigen Hauptschulen (Hebbel- und Habertschule) ab dem Schuljahr 2007/2008 zusammengelegt.
Für das Jahr 2007 gab es einen Maßnahmenkatalog der Stadtgemeinde. Zu den wichtigen Vorhaben zählten der Ausbau des Stadtzentrums und der Bau des Seehotels Lacus Felix. Mit dem Bau des Hotels sollte im Jahr 2007 begonnen werden, nach der Liquidierung der Hotelgesellschaft wegen finanzieller Probleme wurde das Bauvorhaben jedoch 2014 aufgegeben.
Ab 2014 wurde der Gmundener Bahnhof umgebaut; die Arbeiten wurden 2015 abgeschlossen.
2022 wurde in Gmunden – erstmals in Österreich – flächendeckend Tempo 40 wirksam, auch wenn sich ein Autofahrer gegen seine Strafe wehrt (im Nov. 2023 gibt es noch keine Entscheidung). Daneben gibt es Begegnungszonen mit 20-km/h-Limit, Stellen mit Tempo 30 und auf Landesstraßen Tempo 50.

### Altersstruktur
Die Einwohner Gmundens sind gegenüber dem Bundesländerschnitt deutlich älter. So sind in Gmunden 15,6 % der Einwohner jünger als 15 Jahre (Oberösterreich: 18,2 %) und 59,6 % zwischen 15 und 59 Jahre alt (OÖ: 61,6 %). Der Anteil der Einwohner mit mehr als 59 Jahren zeigt mit 24,8 % die stärkste Abweichung (OÖ: 20,2 %).

### Nationalitäten
88,4 % der Bevölkerung besitzen die österreichische Staatsbürgerschaft, 1,5 % sind weitere EU-Staatsbürger, 10,2 % andere Ausländer. Den stärksten Ausländeranteil stellten im Jahr 2001 Bürger von Bosnien-Herzegowina (3,6 %) und der ehemaligen Bundesrepublik Jugoslawien (2,7 %), gefolgt von Türken (1,2 %) und Deutschen (1,1 %).

### Religion
Zur römisch-katholischen Kirche bekannten sich 2001 69,3 % der Einwohner. Des Weiteren befindet sich in Gmunden eine größere Gemeinde der evangelischen Kirche A.B., der sich 7,3 % der Bevölkerung zugehörig fühlen, sowie eine Mennonitische Freikirche mit etwa 100 wöchentlichen Gottesdienstbesuchern. 5,9 % der Bevölkerung sind islamischen Glaubens und 3,3 % orthodox. 10,3 % sind ohne religiöses Bekenntnis.

## Kultur und Sehenswürdigkeiten

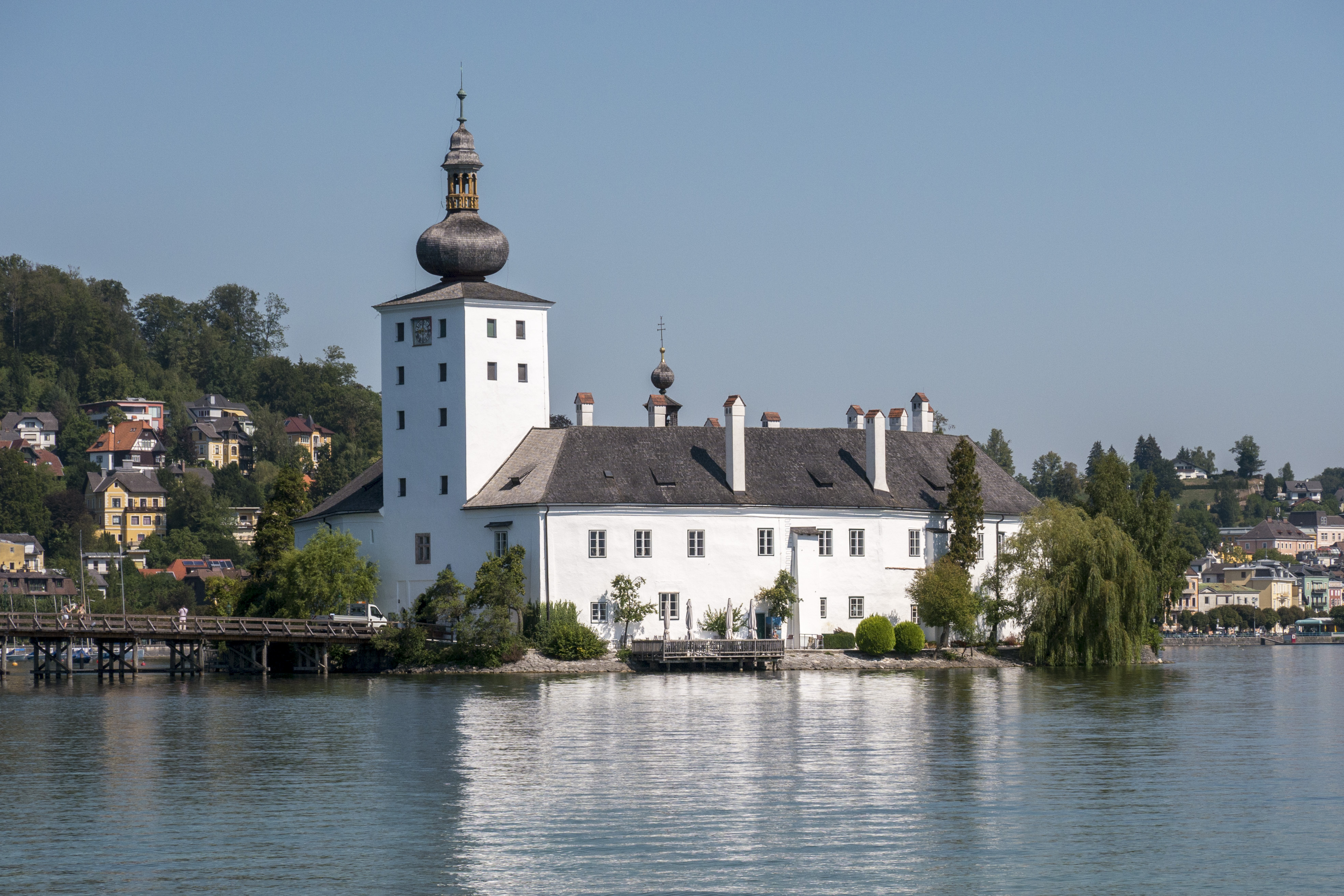
Seeschloss Ort

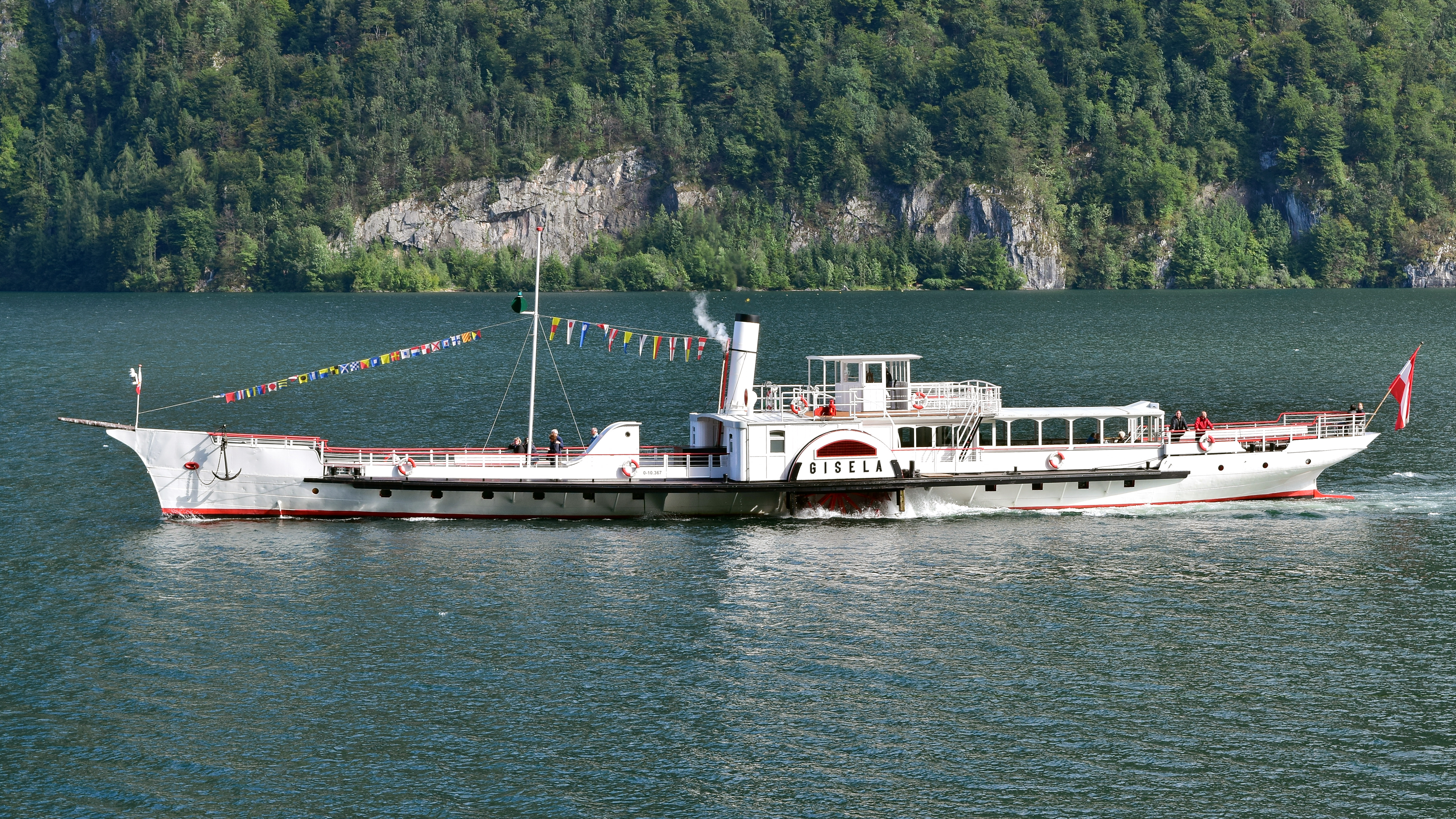
Das Dampfschiff Gisela

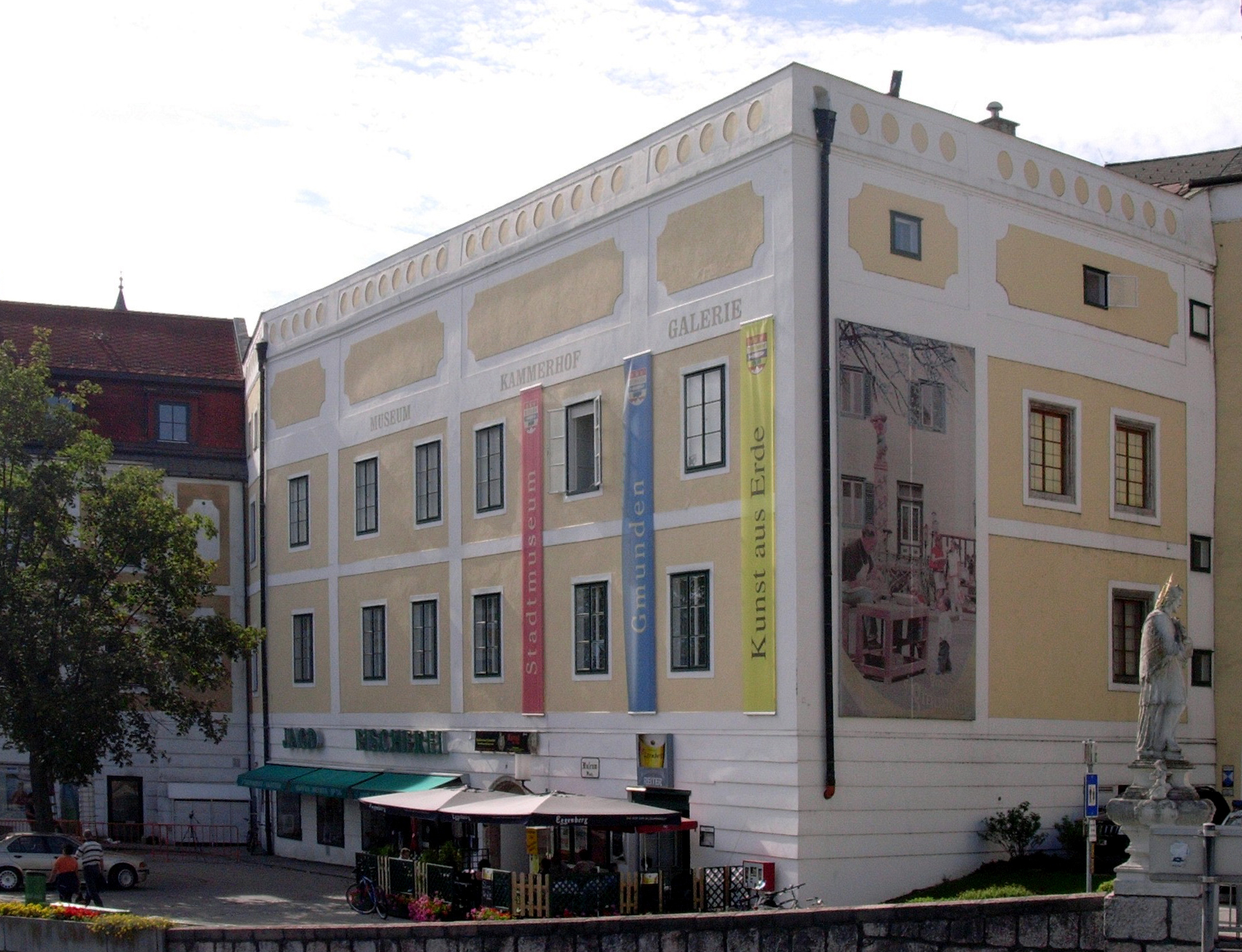
Kammerhofgebäude mit Stadtmuseum

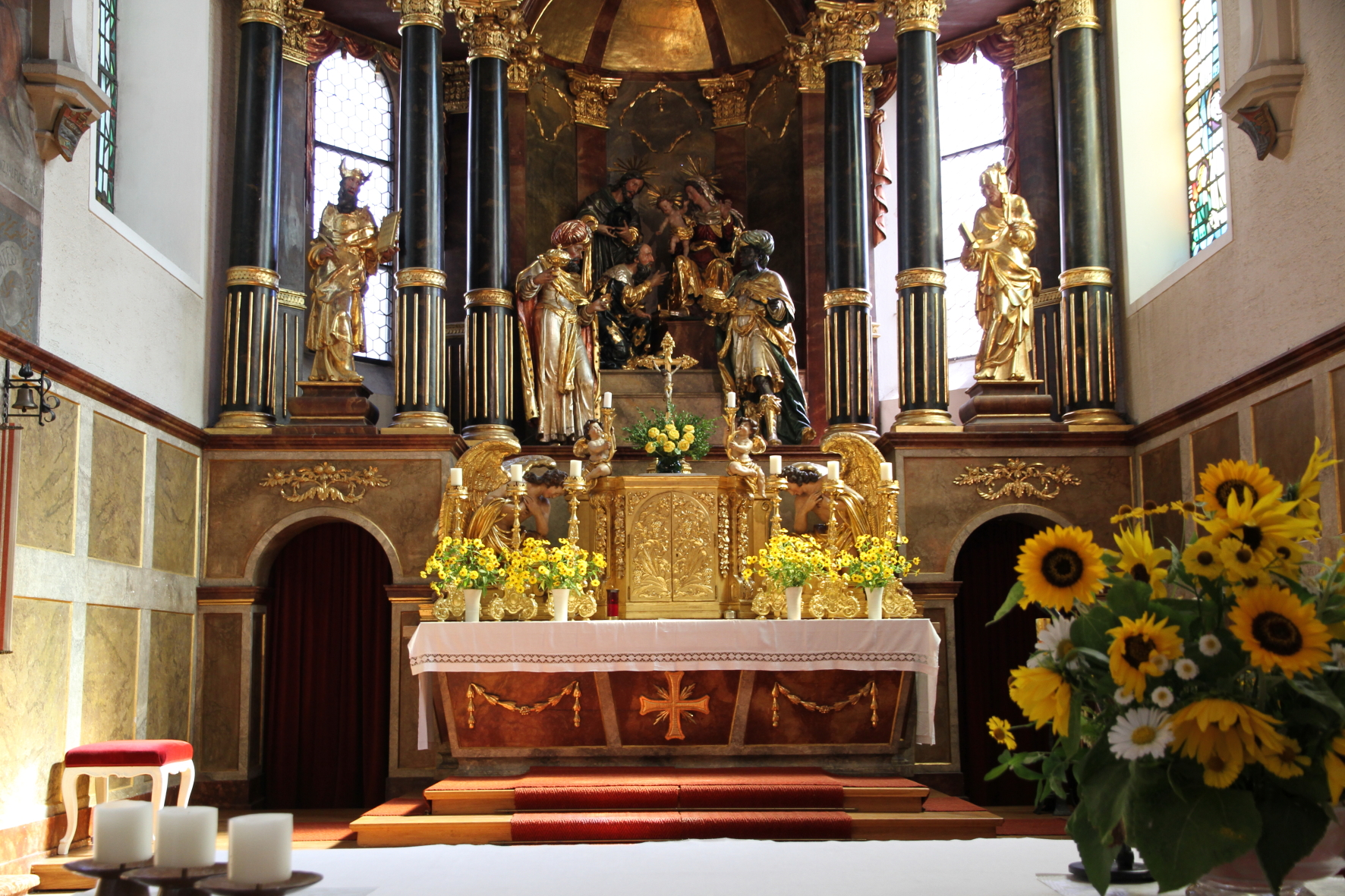
Hochaltar der Stadtpfarrkirche mit den lebensgroßen Figuren aus der Werkstatt Thomas Schwanthalers

Die berühmtesten Sehenswürdigkeiten der Stadt Gmunden sind das Landschloss und Seeschloss Ort. Letzteres war auch Drehort der Fernsehserie Schlosshotel Orth. Das Seeschloss zählt zu den ältesten Gebäuden des Salzkammergutes (im 10. Jahrhundert erbaut) und wurde 909 und später 1053 erstmals urkundlich erwähnt.
Nicht weit vom Seeschloss entfernt steht die Villa Toscana. Dieses Gebäude wurde zwischen 1870 und 1877 inmitten eines 88.000 m² großen Parks als Domizil der Großherzogin der Toskana, Maria Antonie von Neapel-Sizilien errichtet. Weitere Schlösser in der näheren Umgebung sind das Schloss Cumberland aus dem 19. Jahrhundert und das Schloss Weyer, das eine Dauerausstellung über Meißner Porzellan beherbergt.
Auf dem Rinnholzplatz steht der Salzträgerbrunnen, der einzige Keramikbrunnen Österreichs, aus ihm fließt Trinkwasser vom „Heiligen Bründl“.
In der Stadtpfarrkirche steht der Dreikönigsaltar, der von dem bayerisch-österreichischen Bildhauer Thomas Schwanthaler um 1678 geschaffen wurde. In der 1636 erbauten Kapuzinerkirche ist das Hochaltarbild Maria Heimsuchung, 1753 von dem Tiroler Barockmaler Philipp Haller geschaffen, besonders beachtenswert.
In der Nähe der Pfarrkirche liegt der Gmundner Marktplatz. Neben alten Häusern, wie das erste Gmundner Rathaus, das bis ins Jahr 1301 bestand, befindet sich hier auch der Stadtbrunnen mit dem Stadtwappen. Das Rathaus wurde 1574 von einem italienischen Baumeister erbaut, mit einem Keramikglockenspiel aus dem 16. Jahrhundert, und 1925 einer umfangreichen Renovierung unterzogen. Zur Gründungszeit der Stadt war der Marktplatz das wirtschaftliche und politische Zentrum. In einer vom Marktplatz wegführenden Gasse befinden sich neben der ersten Apotheke des Salzkammergutes auch das Pepöckhaus, in dem seit 1988 das Klo & So Sanitärmuseum eingerichtet ist.
Der 1450 erbaute Kammerhof, einst Sitz der habsburgischen Salzkammer und Repräsentanz des Kaisers, bietet architektonisch sowohl historische als auch moderne Elemente. Im Kammerhof befindet sich neben dem Stadtmuseum auch das Brahmsmuseum: Johannes Brahms verbrachte die Sommermonate öfters bei dem Wiener Industriellen Viktor von Miller zu Aichholz in dessen Gmundner Villa, nach dem Tode von Brahms im Jahre 1897 gründete jener im Jahre 1900 in Gmunden das erste Brahmsmuseum der Welt.
Neben dem Kammerhof ist an einer Schiffsanlegestelle der Traunseeschifffahrt der berühmte Raddampfer Gisela (Baujahr 1871) abgestellt. Das Schiff wurde nach der Tochter Kaiser Franz Josephs, Gisela Louise Marie von Österreich, benannt.
Eine weitere Sehenswürdigkeit ist die von Stern & Hafferl erbaute Gmundner Straßenbahn. Sie verbindet das Stadtzentrum mit dem Hauptbahnhof und ist die älteste, kürzeste und – mit einer Steigung von 10 % – die steilste Straßenbahn Österreichs.
In der Gmundner-Keramik-Manufaktur kann bei Werksführungen zugesehen werden, wie das typische „Grüngeflammte“ entsteht. Der Einfluss der Gmundner-Keramik ist so stark, dass sich Gmunden „Keramikstadt“ nennt. Ab 1997 war der seit übere 500 Jahren bestehende Betrieb im Besitz der Familie von Maximilian Graf von Moy, schrieb vor 2014 Verluste und wurde per 1. August 2018 an Markus Friesachers MF-Gruppe (Anif) verkauft.
Der Freisitz Weinberg liegt im Stadtteil Traundorf von Gmunden.
Die Stadt ist heute Mitglied im Verband Kleine historische Städte.
Im März 2023 wurde an der Esplanade ein Mahnmal für die Gmundner Todesopfer des Nationalsozialismus enthüllt, bestehend aus einem Bronzeblechband mit den Namen von 25 jüdischen Verfolgten, 16 Euthanasieopfern und 19 politisch Verfolgten. Über einen QR-Code wurden die Biografien der Opfer abrufbar gemacht. Das Mahnmal wurde mit finanzieller Unterstützung des Nationalfonds der Republik Österreich für Opfer des Nationalsozialismus errichtet.

### Kunst und Kultur

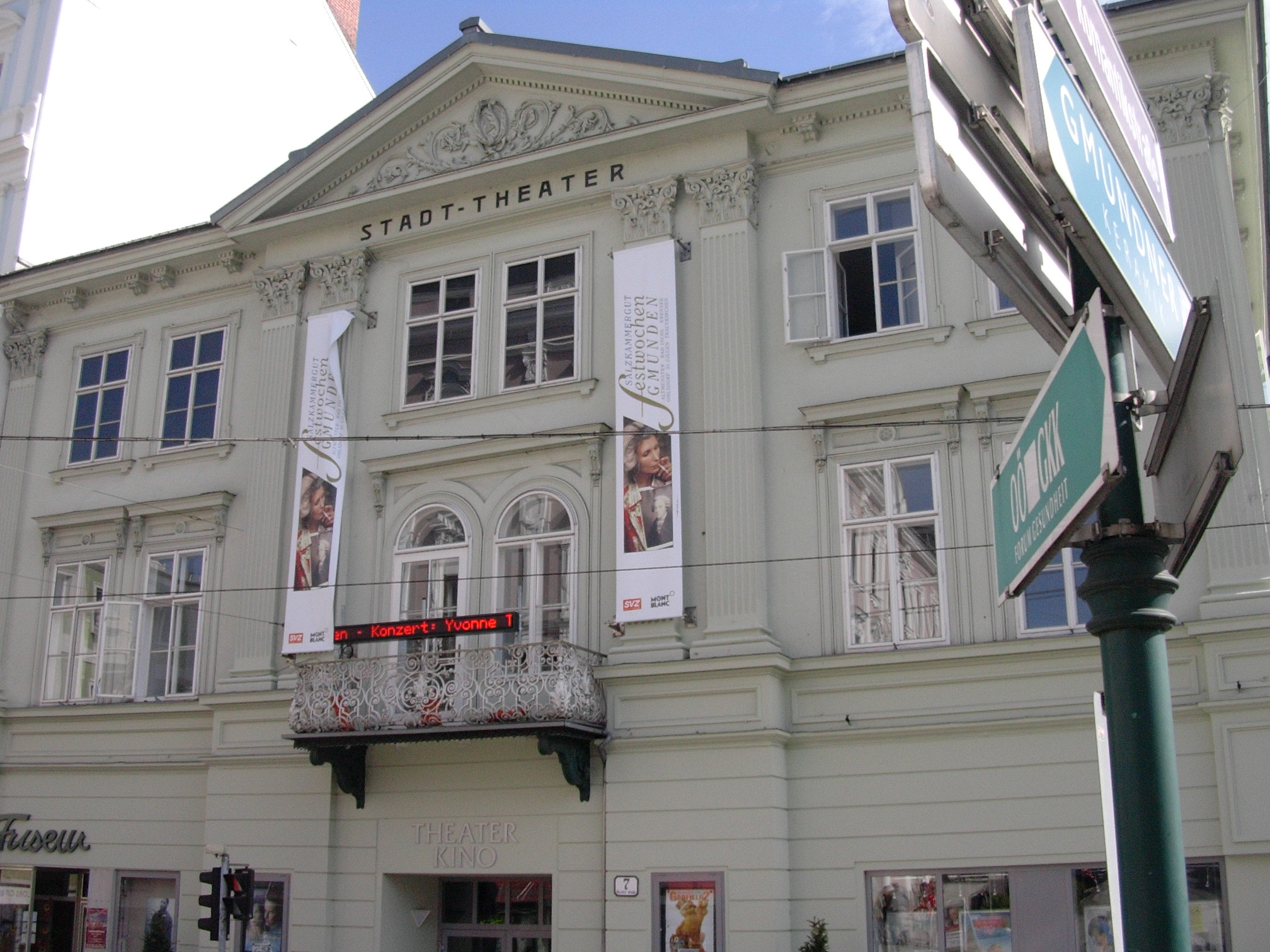
Stadttheater Gmunden

Zur Förderung der Koordination im Kulturbereich wurde im Mai 1973 ein Kulturamt in Gmunden gegründet. Die Stadt leistet jährlich Beiträge zur Förderung von Musik- und Denkmalpflege, Theaterwesen und an das Museum.
Gmunden hat eine vielfältige Infrastruktur für kulturelle Angebote, zum Beispiel:
- Der Kammerhofsaal dient heute als Mehrzwecksaal und wird unter anderem für Vorträge und Tanzkurse genutzt.
- Weiterer kultureller Bezugspunkt der Stadt ist das 1872 errichtete Stadttheater, in dem es 1913 auch einen Kinosaal gibt. 1997 wurde das Theatergebäude mit seinem 420 Sitzplätze umfassenden Theatersaal nach historischem Vorbild renoviert, der Saal des Programmkinos wurde modernisiert und verfügt nun über 89 Sitzplätze.

### Dauerhafte kulturelle Angebote in Gmunden
- Kunstforum Salzkammergut
- Salzkammergut Festwochen Gmunden[24]
- Keramikwochen Gmunden
- Töpfermarkt Gmunden
- Keramiksymposium Gmunden
- Kulturvermerke Oberösterreich
- Gmundner Gesangsverein 1861

### Regelmäßige Veranstaltungen
- Liebstattsonntag, ein seit dem 17. Jahrhundert alljährlich stattfindendes Fest am vierten Sonntag der Fastenzeit (1641 vom Passauer Bischof Leopold Wilhelm von Österreich begründet): Nach einem Kirchgang schenkt man einander verzierte Lebkuchenherzen, die an den Ständen am Rathausplatz zu erstehen sind. Der Brauch wurde 2014 von der UNESCO als Immaterielles Kulturerbe in Österreich anerkannt.
- Bergmarathon Rund um den Traunsee: seit 1989 durchgeführter Langstreckenlauf über knapp 70 km und 4500 Höhenmeter
- Keramiksymposium Gmunden: Veranstaltung der Keramikkunst, seit 2003 alle zwei bis drei Jahre
- Töpfermarkt Gmunden: alljährlich seit 1989

## Wirtschaft und Infrastruktur

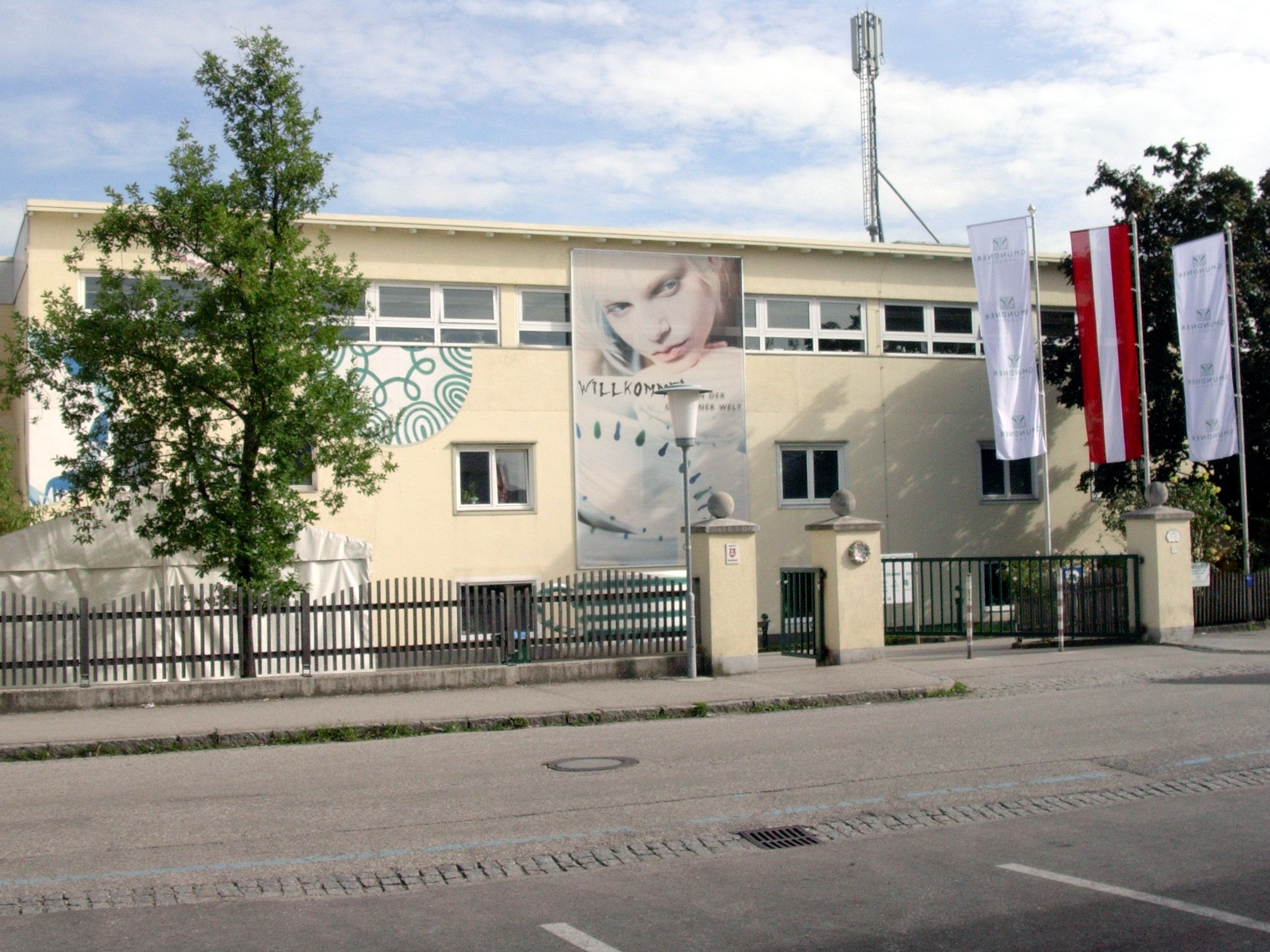
Gmundner Keramik

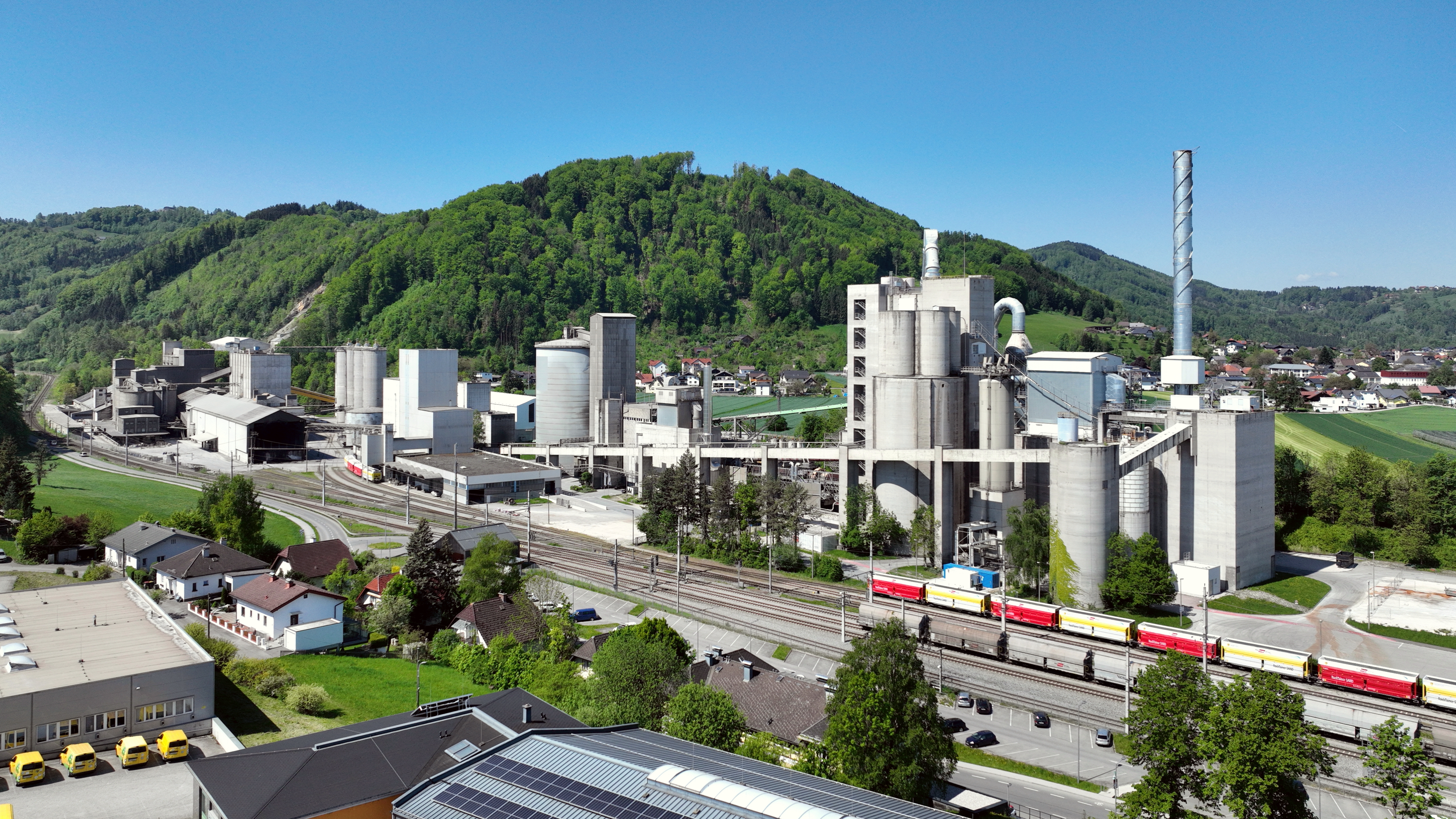
Zementwerk Hatschek

Im Laufe der Geschichte hat sich das wirtschaftliche Zentrum erst vom Markt- zum Rathausplatz, dann zum Rande der Stadt, dem Salzkammergut Einkaufspark (SEP), verlagert. Auf Grund der mangelnden Fläche haben sich nur wenige größere Unternehmen in der Stadt angesiedelt. Die allmähliche Ansiedlung von Geschäften der großen Handelsketten führte zum Aussterben aller Krämerläden in der Innenstadt. Der Bau des Salzkammergut Einkaufsparks im Jahre 1975 und dessen weiterer Ausbau im Jahre 2005 führte zu weiteren Geschäftsschließungen. Die Stadtpolitik versucht durch Parkgebührenbefreiung und das Ambiente, die Kaufmannschaft durch gemeinsame Veranstaltungen die Innenstadt wiederzubeleben. Jetzt gibt es Pläne, die Häuser der Innenstadt zu renovieren, und der Bau eines Hotels ist geplant.
Zu den wichtigsten Gmundner Unternehmen gehören die Stern & Hafferl Verkehrsgesellschaft m.b.H., welche Bahnen, Busse und das Reisebüro Stern Reisen betreibt, die Gmundner Zementwerke, die Energie-AG Oberösterreich, die Gmundner-Keramik-Manufaktur, GEG Elektrobau, Laufen Austria, die Gmundner Molkerei und die Stern & Hafferl Baugesellschaft, ein Spezialist für Renovierungen alter Häuser.

### Bildung
- Nikolaus-Lenau-Schule, eine Sonderschule für (lern-)behinderte Kinder, welche Förder- und Vorbereitungsaufgaben für das zukünftige Schulleben übernimmt
- sechs Kindergärten (einer davon von Kreuzschwestern geleitet, einer an die Nikolaus-Lenau-Schule angeschlossen)
- fünf Volksschulen (eine davon von Kreuzschwestern geleitet, eine an die Nikolaus-Lenau-Schule angeschlossen)
- zwei Mittelschulen
- Polytechnische Schule, ist als einzige des Bezirkes nicht an eine Mittelschule angeschlossen, sondern agiert selbständig
- zwei Berufsschulen: Hier kann man eine Lehre als Elektriker, Papiertechniker, Krankenschwester und in kaufmännischen Berufen absolvieren, wobei die kaufmännischen Schwerpunkte in den Bereichen Lebensmittel- und Textilhandel liegen
- Handelsakademie
- BG/BRG Gmunden
- BRG/BORG Bundesrealgymnasium Schloss Traunsee
- Gymnasium Ort, von Kreuzschwestern geleitet

### Gesundheit
1972 wurde das Landeskrankenhaus Gmunden eröffnet. Dieses hat sechs bettenführende Fachabteilungen und Institute für Anästhesie und Intensivmedizin und Radiologie. Seit 1. Jänner 2003 verfügt das Krankenhaus durch die Zusammenführung mit dem Zentrum für Akutgeriatrie und Innere Medizin Buchberg über 355 Betten und beschäftigt insgesamt 690 Bedienstete. Seit 1. Jänner 2002 obliegt die Rechtsträgerschaft der OÖ. Gesundheits- und Spitals-AG. Derzeit erfolgt ein Ausbau das LKH Gmunden. Im Herbst 2006 ging ein Zentrum für Magnetresonanztomographie in Betrieb.

### Verkehr

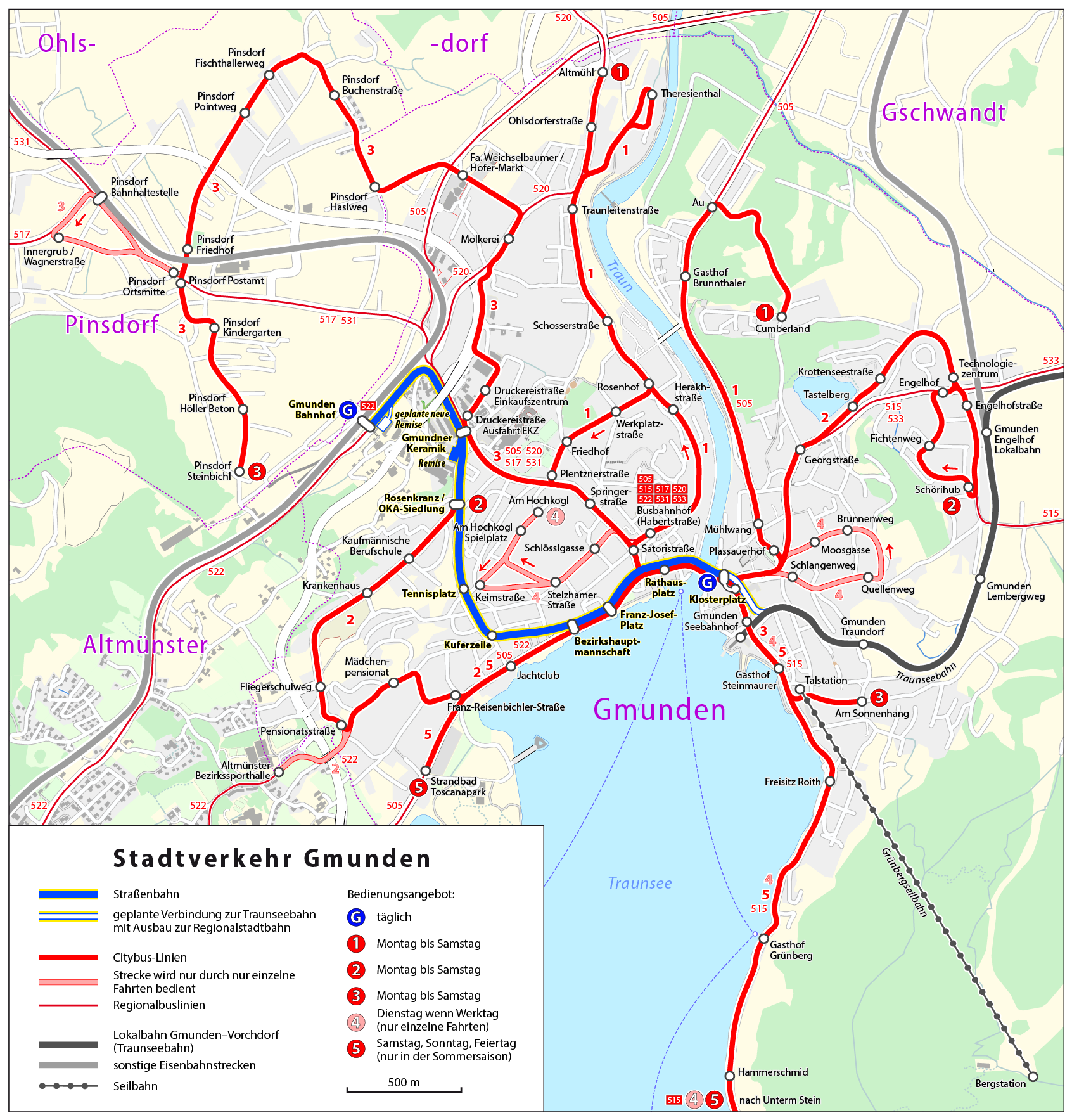
Ein ehemaliger Linienplan

- Öffentlich: 1993 wurde der „Verkehrsverbund Gmunden“ (VVG) gegründet, zu dem neben der Straßenbahn Gmunden die City-Buslinien 1 und 2 gehören. Später schloss sich dieser „kleine“ Verkehrsverbund dem OÖVV (Oberösterreichischer Verkehrsverbund) an. Dadurch wurden weitere Möglichkeiten der Förderung durch das Land Oberösterreich gefunden und die City-Buslinie 3 eingerichtet. Der City-Busverkehr wird von Stern & Hafferl Verkehrs-GmbH und der ÖBB-Postbus GmbH gemeinsam betrieben. Des Weiteren gibt es von Stern & Hafferl, Postbus und Sklona einige Regio-Linien, die Gmunden mit seinen Nachbargemeinden und auch darüber hinaus verbinden. In Gmunden ging 1894 eine Straßenbahn in Betrieb, die durch eine Streckenverlängerung am 1. September 2018 mit der Traunseebahn (Verbindung nach Vorchdorf) verbunden wurde. Im Zuge der diesbezüglichen Arbeiten, die von 2014 bis 2017 dauerten, wurde auch der Gmundner Bahnhof neu errichtet. Historisch gelistet beherbergte Gmunden fünf Bahnhöfe. Neben dem ÖBB-Bahnhof sind das der Bahnhof der Pferdeeisenbahn in der Anna-Straße (heute Wohnhaus), der 2013 abgerissene Seebahnhof, der Bahnhof Engelhof und der „Traundorfer-Bahnhof“ in der Schlagenstraße, der Ende der 1970er-Jahre abgerissen wurde. Gmunden wird auch von der Salzkammergutbahn der ÖBB erschlossen. Am Bahnhof halten alle im Nordast der Salzkammergutbahn verkehrenden Regionalzüge (R und REX) sowie der täglich verkehrende InterCity von/nach Wien Hauptbahnhof.
- Schifffahrt: Beim Rathausplatz gibt es einen Anlegeplatz für die in der Sommersaison verkehrende Traunseeschifffahrt.
- Straße: Gmunden ist über die Scharnsteiner Straße (B 120), die Salzkammergutstraße (B 145) und die Gmundener Straße (B 144) erreichbar. Die Westautobahn (A 1) verläuft etwa acht Kilometer nördlich vom Stadtzentrum.

### Freizeit und Sport

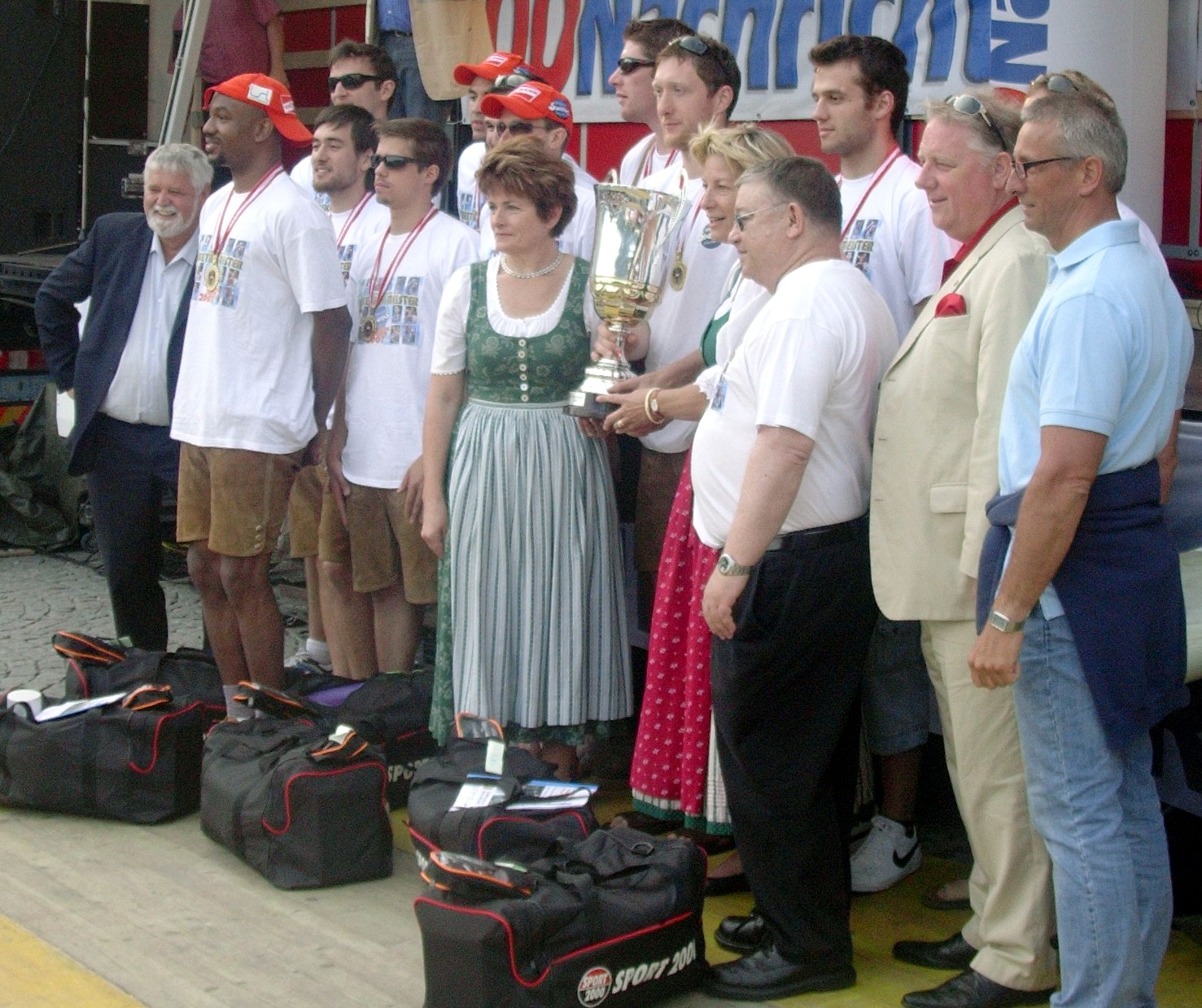
Die Allianz Swans mit Präsidentin, Bürgermeister und Trainer (2007)

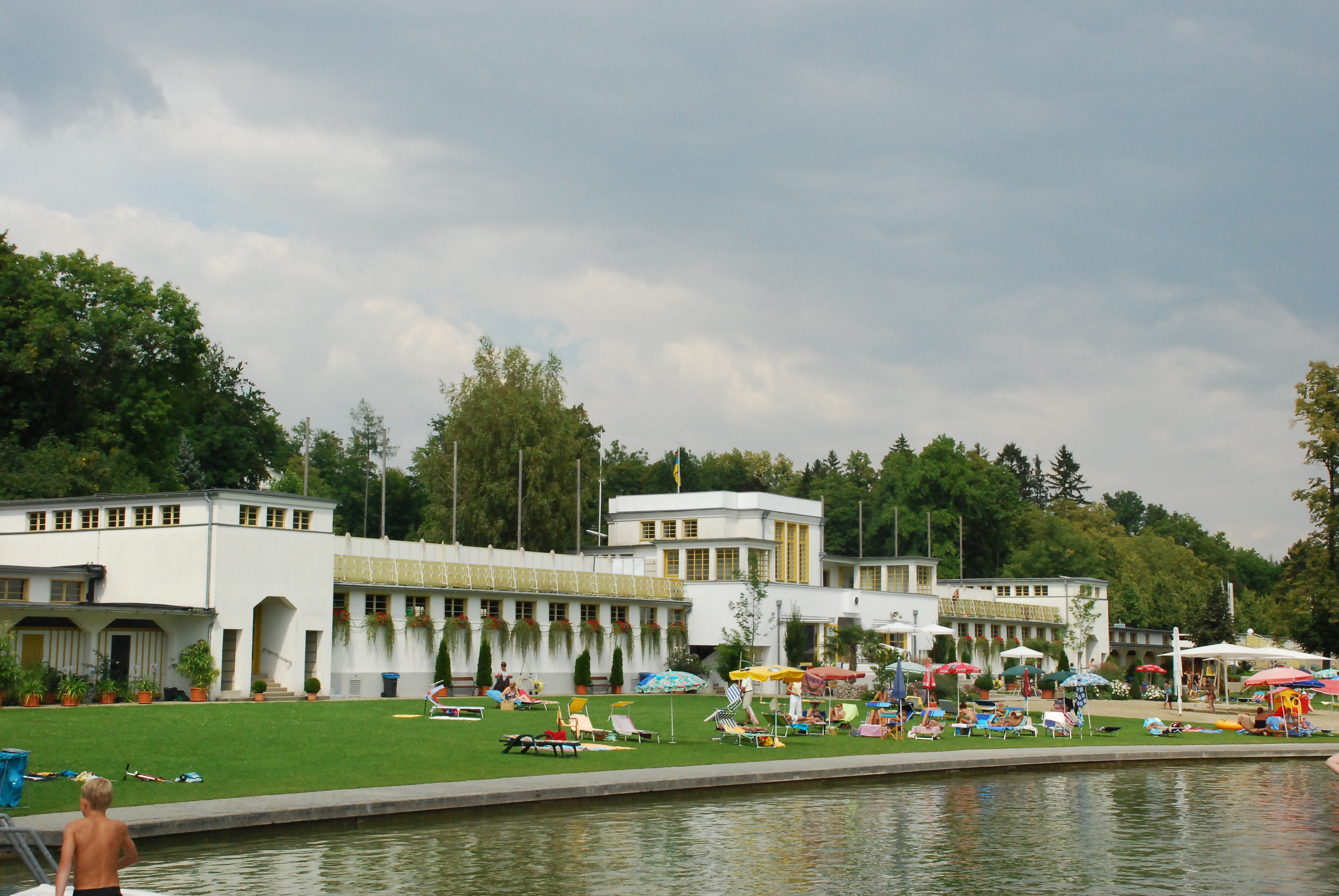
Strandbad am Traunsee

- Gmunden verfügt über eine Tennisanlage, die dem 1903 gegründeten Tennisclub gehört. Dazu zählen neun Spielfelder und eine Tennis- bzw. Squashhalle. Daneben gibt es in Gmunden noch ein Strandbad mit Beachvolleyball- und Minigolfplatz sowie einen öffentlichen Badeplatz in der Nähe des Seebahnhofs. Neben dem Erholungszentrum Weyer gibt es seit dem Jahr 2002 noch den Motorikpark, einem Fitnessparcours für Hobbysportler.
- Am Rande der Stadt steht die Bezirkssporthalle, die auch den Sponsornamen Volksbank-Arena trägt. Diese ist unter anderem die Spielstätte der Allianz Swans Gmunden, des mehrfachen österreichischen Basketball-Meisters.
- Neben der Tennis- und der Sporthalle befindet sich die Kunsteisbahn Gmunden, die Heimspielstätte des EC Traunsee Sharks, der EC Ice Rats und der EHC Ice Tigers Kirchdorf, welche alle in der OÖ. Landesliga spielen. Sie ist ebenfalls Haupttrainingshalle des Eislaufsvereins Gmunden, aus welchem der amtierende Vize-Staatsmeister Manuel Koll hervorgeht.
- Im Alpenstadion werden die Heimspiele des seit 1921 bestehenden SV Gmunden ausgetragen.
- Der Stadtpark, Kalvarienberg und Hochkogl gehören zu den Naherholungsstätten und Naturdenkmäler der Stadt. Von Letzterem hat man eine gute Aussicht auf den Traunsee, den Grünberg und den Traunstein. Der Toscanapark und die Esplanade, die dem See entlang angelegt wurde, liegen in der Nähe des Stadtzentrums.
- Zu den weiteren sportlichen Vereinen zählen Yacht-, Segel-, Eislauf, Schi-, Schützen-, Karate, Surf-, American-Football, Tauchclub. 2006 feierte der Gmundner Ruderverein sein 100-jähriges Bestehen.
- Zu den kulturellen Vereinen zählen der Gmundner Kammerchor, die Künstlergilde Gmunden, die Faschingsgilde Gamundien, der Gesangs- und der Trachtenverein. Außerdem gibt es seit 1989 den Verein Pro Gmundner Straßenbahn, der sich für die Erhaltung und den Ausbau der Straßenbahn Gmunden einsetzt.[27]

## Politik

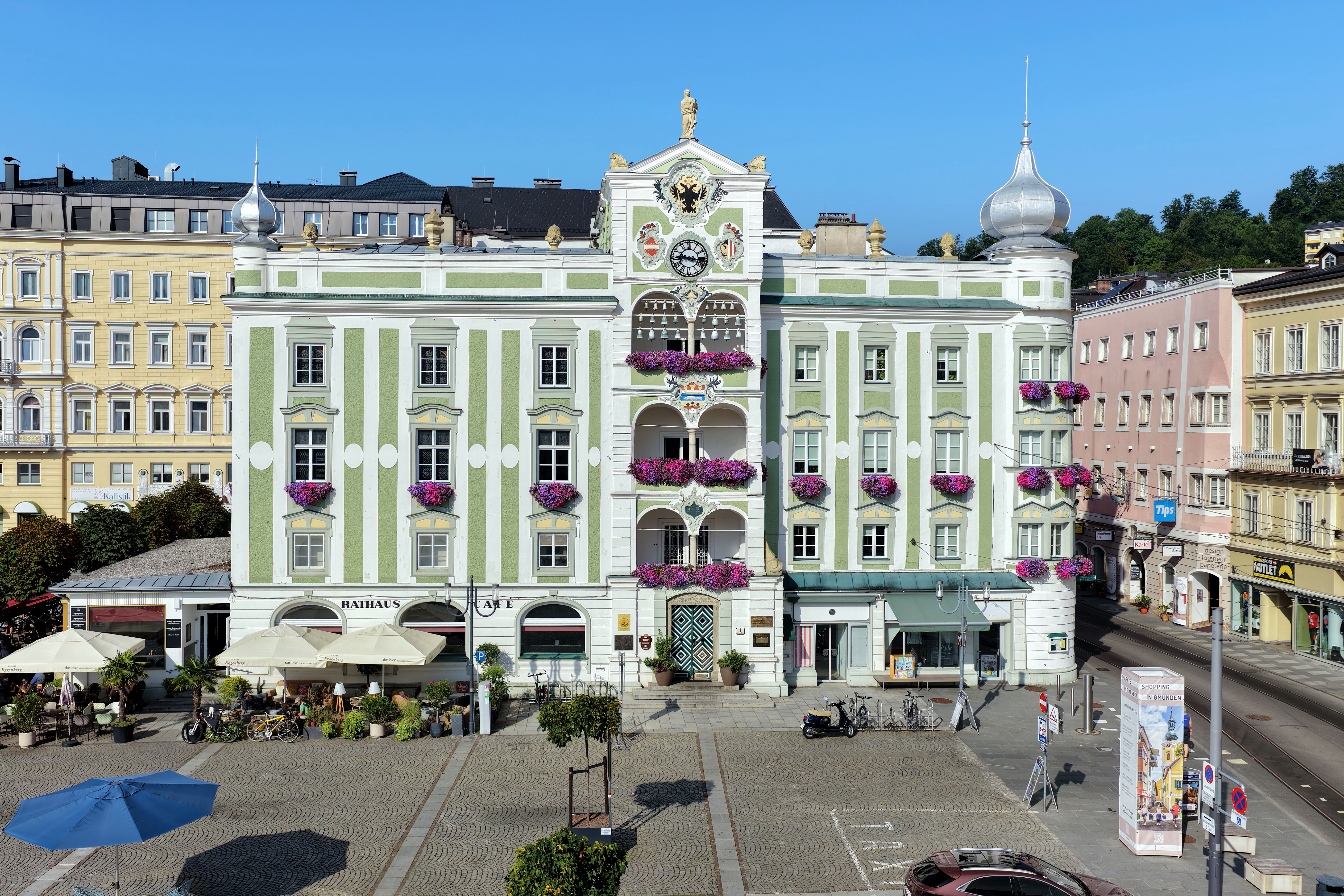
Gmundner Rathaus

Seit 27. März 2006 ist Gmunden eine offizielle Klimabündnisgemeinde.
Die Stadt Gmunden besitzt seit 17. Mai 1862 den Status eines Luftkurortes. Um diesen beibehalten zu können, werden alle zehn Jahre Kontrollen durchgeführt (Luftverschmutzung, Sonneneinwirkung, Niederschlag usw.).

### Gemeinderat
Der Gemeinderat hat 37 Mitglieder.
- Mit den Gemeinderats- und Bürgermeisterwahlen in Oberösterreich 2003 hatte der Gemeinderat folgende Mandatsverteilung: 19 ÖVP, 11 SPÖ, 4 Grüne und 3 FPÖ.
- Die Wahlen 2009 ergaben an Gemeinderatsmandaten: 19 ÖVP, 8 SPÖ, 5 FPÖ, 4 Grüne und 1 Gmundner Stadtliste.
- Die Wahlen 2015 ergaben: 20 ÖVP, 5 FPÖ, 5 SPÖ, 4 BIG und 3 GRÜNE.
- Die Wahlen 2021 ergaben: 16 ÖVP, 7 GRÜNE, 5 SPÖ, 5 FPÖ und 4 NEOS.[28][29]

### Wappen
Die offiziellen Gemeindenfarben sind Rot-Blau-Gelb.
Blasonierung: „Viermal geteilt, in Rot drei goldene Küflen, die mittlere größer, in Silber eine nach links gerichtete beladene goldene Salzzille, in Blau ein nach links schwimmender silberner Fisch, in Gold drei fächerförmig angeordnete grüne Seeblätter und in Rot ein felsiger silberner Dreiberg.“
Im Jahre 1593 verlieh Kaiser Rudolf II. der Stadt Gmunden ein „vermehrtes und gebessertes Wappen“, das bis heute nicht verändert wurde. Die Küflen und Salzzille weisen auf die ehemalige Abfertigung und Verfrachtung von Salz aus dem Salzkammergut hin, der schwimmende Fisch auf blauem Untergrund stellt einen Saibling dar, der auf das Fischereigewerbe hindeutet. Die Seeblätter und der schroffe Berg charakterisieren die Lage der Stadt am See und dem nahen Gebirge.

### Städtepartnerschaften
- Faenza, Italien, seit 2008
- Tornesch, Schleswig-Holstein, Deutschland, seit 2010[30]

## Persönlichkeiten
Im 19. und 20. Jahrhundert pflegten viele Komponisten und Schriftsteller rege Beziehungen zur Stadt Gmunden. Die berühmtesten waren die Komponisten Johannes Brahms und Anton Bruckner.

### Ehrenbürger der Stadt
Zu den Ehrenbürgern der Stadt zählen neben Feldherrn und Politikern auch Unternehmer.

### Söhne und Töchter der Stadt
- Johannes von Gmunden (1384–1442), Mathematiker und Astronom
- Ambrosius Ziegler (1684–1739), Benediktiner
- Karl  Scherffer (1716–1783), Jesuit, Mathematiker und Physiker
- Joseph Geishüttner (1763–1805), katholischer Theologe
- Ferdinand Traweger (1786–1832),[31] Kaufmann, Fabrikant und Kunstmäzen, bei dem Franz Schubert vom 4. Juni bis 15. Juli 1825 Aufenthalt nahm.
- Caspar Erasmus Duftschmid (1767–1821), Arzt und Naturforscher
- Franz Xaver Nippel von Weyerheim (1787–1862), Bürgermeister von Graz und Richter am Wiener Oberlandesgericht
- Ferdinand Moser (1827–1901), Ordenspriester, Landtags- und Reichsratsabgeordneter
- Ferdinand Krackowizer (1851–1929), Bürgermeister und Ehrenbürger
- Josef Steyskal (1854–1922), Komponist und Schriftsteller
- Adolf Fischer (1856–1908), Maler und Illustrator
- Friedrich Pesendorfer (1867–1935), römisch-katholischer Priester, Schriftsteller, Herausgeber, Redakteur
- Ulrich von Württemberg (1877–1944), deutscher Offizier, Prinz des königlichen Hauses Württemberg
- Anton Gerhart (1879–1944), Bildhauer und Plakettenkünstler
- Maria-Luise von Hannover-Cumberland (1879–1948), Ehefrau des badischen Thronfolgers und Reichskanzlers Prinz Maximilian von Baden
- Adolph Johannes Fischer (1885–1936), akademischer Maler, Schriftsteller und bedeutender Kunstsammler
- August Pepöck (1887–1967), Komponist und Kapellmeister
- Josef Schadler (1889–1978), Geologe und Mineraloge
- Oskar Hinterleitner (1891–1978), Wirtschaftsfunktionär und NSDAP-Gauwirtschaftsberater sowie Präsident der IHK Linz
- Rolf Reiner (1899–1944), NSDAP-Politiker und SA-Mann
- Roland Hausmann (1901–1958), Kaufmann und Landesrat
- Theodor von der Wense (1904–1977), Pathologe, Hochschullehrer und Rektor der Universität Innsbruck
- Max Ratzenhofer (1911–1992), Pathologe
- Franz König-Hollerwöger (1914–1995), Baumeister, Architekt, Maler, Keramiker, Kunstexperte und -sammler
- Franz Grasberger (1915–1981), Musikwissenschaftler
- Felicie Rotter (1916–1982), Schriftstellerin
- Elfride Jagersberger (1919–2017), franziskanische Missionsschwester in Kolumbien
- Johannes Spalt (1920–2010), Architekt, Hochschullehrer und -rektor
- Franz Eisl (1921–2019), Regattasegler
- Fritz Edtmeier (1925–1982), Humorist und Sänger
- Lukas Matthias Lang (* 1927), Architekt
- Harald Fereberger (1929–2019), Regattasegler
- Peter Vignau-Wilberg (1935–2023), österreichisch-deutscher Kunsthistoriker
- Peter Paszkiewicz (* 1943), Stein-Bildhauer
- Günther Granser (* 1944), Präsident des Internationalen Kuratoriums der Organisation für Internationale Wirtschaftsbeziehungen
- Arnold Picot (1944–2017), deutscher Ökonom
- Christian Futterknecht (1945–2022), Schauspieler
- Hans Schavernoch (* 1945), Bühnenbildner
- Levente Szörényi (* 1945), ungarischer Komponist, Gitarrist, Sänger, Texter, Autor mehrerer Rockopern
- Karl Frais (1948–2023), Politiker
- Hans Kienesberger (1948–2019), Maler, Zeichner, Fotograf, Bildhauer und Objektkünstler
- Christian Wallner (1948–2010), Journalist, Kabarettist und Schriftsteller
- Erich Peter Klement (* 1949), Mathematiker und Hochschullehrer
- Leopold Hellmuth (* 1950), Germanist und Hochschullehrer
- Klaus Eberhartinger (* 1950), Musiker, Mitglied der Austropop-Gruppe Erste Allgemeine Verunsicherung
- Kurt Neumann (* 1950), Mediziner und Schriftsteller
- Heinrich Schiff (1951–2016), Cellist und Dirigent
- Judith Gruber-Rizy (* 1952), Schriftstellerin
- Hubert Scheibl (* 1952), Maler, Vertreter der Neuen Wilden
- Christian Witt-Dörring (* 1953), Skirennläufer
- Edith Hagg (1954–2006), Fernsehjournalistin
- Markus Riebe (* 1955), Kunstpädagoge und Computer-Künstler
- Christian Feichtinger (1956–2025), Bühnenbildner, Maler und Schriftsteller
- Wolfgang Neumann (* 1956), Initiator des Energy Globe Award, Oberösterreicher des Jahres 2006
- Günter Patoczka (1956–2015), Maler und Bühnenbildner
- Marie Colbin (* 1957), Autorin und Schauspielerin
- Max Nagl (* 1960), Jazzmusiker
- Alfred Wansch (* 1960), Politiker
- Andreas Berger (* 1961), Leichtathlet
- Klaus Kastberger (* 1963), Univ.-Professor für deutschsprachige Literatur, Literaturkritiker
- Arnold Schiefer (* 1966), österreichischer Manager und Politiker (FPÖ)
- Thomas Schlager-Weidinger (* 1966), Lyriker, Theologe und Historiker
- Fritz Karl (* 1967), Schauspieler
- Friedrich Moser (* 1969), Journalist, Filmemacher und Dozent
- Hannes Leidinger (* 1969), Historiker
- Christian Dickinger (1970–2021), Politologe, Geschichtsforscher, Sachbuchautor und Kommunalpolitiker
- Ella Raidel (* 1970), Filmemacherin, Regisseurin und bildende Künstlerin
- Heidi Strauss (* 1970), Politikerin, Abgeordnete zum Oberösterreichischen Landtag
- Andrea Auer (* 1972), Designerin von Autorenschmuck und Künstlerin
- Arthur Köstler (* 1972), Teil des Künstlerpaars Signa
- Chris Müller (* 1973), Künstler und Unternehmer
- Doris Nußbaumer (* 1973), Schriftstellerin
- Markus Steinmaurer (* 1975), Politiker, Mitglied des Bundesrates
- Gudrun Kugler (* 1976), Politikerin, Nationalratsabgeordnete
- Georg Pollak (* 1978), Moderator und Programmchef des Radiosenders Welle 1
- Sigrid Reingruber (1980–2023), Künstlerin der Art brut
- Sigrid Hutterer (* 1981), Sängerin
- Romina Pleschko (* 1983), Schriftstellerin
- Thomas Binder (* 1984), Film- und Musikproduzent, Kameramann
- Marina Hutterer (* 1984), Sängerin
- Stefan Raser (* 1986), Sportschütze
- Elisabeth Feichtinger (* 1987), Politikerin (SPÖ)
- Ingo Enzenberger (* 1987), Fußballspieler
- Sabine Holzinger, Sängerin der österreichischen Band Die Seer
- Anna Hammel (* 1987), Model und die Miss Austria 2009
- Tom Neuwirth (* 1988), Sänger, Travestiekünstler und Eurovision-Song-Contest-Sieger 2014 (Conchita Wurst)
- Dominic Maier (* 1989), Politiker und Abgeordneter zum Salzburger Landtag
- Michael Gogl (* 1993), Radrennfahrer
- Florian Janny (1994–2019), Eishockeytorwart
- Maximilian Lahnsteiner (* 1996), Skirennläufer
- Matthias Lasch (* 2004), Leichtathlet

### Personen mit Bezug zur Stadt
- Carl Stegmayer (1800–1862), Konzipist im Salinenoberamt und Schriftsteller in Gmunden
- Karl Ritter von Lanna (1805–1866), Großindustrieller und Eisenbahnpionier; ließ in der Gmundener Pensionatstraße die Villa Lanna errichten, welche sich heute im Besitz der Familie Trauttenberg befindet
- Friederike Gräfin Prokesch von Osten (1838–1906), unter ihrem Geburtsnamen Friederike Goßmann bekannte deutsche Schauspielerin
- Josef Stern (1849–1924) und Franz Hafferl (1857–1925), Gründer der Firma Stern & Hafferl (in Wien), 1893 Übersiedelung des Unternehmens nach Gmunden, Erbauer der Gmundner Straßenbahn
- Friedrich Ernst Brandt (1860–1921), Fotograf und Gründer des Ansichtskartenverlages F.E. Brandt
- August von Ramberg (1866–1947), Marine-, Stillleben- und Landschaftsmaler; lebte und starb in Gmunden
- Ludwig von Flotow (1867–1948), letzter k.u.k. Außenminister, begraben in Gmunden
- Otto Gröger (1876–1953), Titularprofessor an der Universität Zürich sowie Chefredaktor des Schweizerischen Idiotikons, verheiratet, regelmäßige Aufenthalte und verstorben in Gmunden
- Alexander Wilberg (1905–1992), Rechtsanwalt, Vizebürgermeister und Abgeordneter zum Landtag
- Ludwig Schmidseder (1904–1971), Operettenkomponist
- Thomas Bernhard (1931–1989), österreichischer Schriftsteller, setzte sich für den Erhalt der Gmundner Straßenbahn ein
- Stéphanie zu Hohenlohe-Waldenburg-Schillingsfürst (Hitlers Spionin, 1891–1972). Mit dem Gewinn des 1904 in Gmunden ausgetragenen Schönheitswettbewerbes begann ihre umstrittene Karriere[32]